# Vườn quốc gia Amboseli
Vườn quốc gia Amboseli, trước đây là Khu bảo tồn thú săn Maasai Amboseli là một vườn quốc gia nằm ở Kajiado, Kenya. Nó có diện tích 39.206 hécta (392,06 km2) là vùng lõi của một khu bảo tồn rộng tới 8.000 kilômét vuông (3.100 dặm vuông Anh) của hệ sinh thái khô cằn đầm lầy cạn kéo dài xuyên suốt biên giới Kenya - Tanzania. Người dân địa phương chủ yếu là người Maasai, nhưng dân cư từ vùng khác của Kenya cũng đã định cư ở đây. Họ bị thu hút bởi nền kinh tế du lịch bền vững và nông nghiệp thâm canh dọc theo hệ thống các đầm lầy có lượng mưa thấp (trung bình khoảng 350 mm (14 in)). Vườn quốc gia là một trong những nơi quan sát cuộc sống hoang dã tốt nhất trên thế giới, với 400 loài chim trong đó có các loài chim mặt nước, bồ nông, bói cá, gà nước, cò đầu búa và 47 loại chim ăn thịt.
Vườn quốc gia này bảo vệ thảm thực vật khô cằn, hai trong năm đầm lầy chính, và một hồ nước cạn hình thành từ Thế Pleistocen.
Nằm cách 240 km (150 dặm) về phía đông nam của thủ đô Nairobi, Amboseli là vườn quốc gia nổi tiếng đứng hàng thứ hai ở Kenya chỉ sau Khu dự trữ quốc gia Maasai Mara. Bên cạnh Amboseli có các vườn quốc gia khác như Đồi Chyulu, Arusha, Kilimanjaro, Vườn quốc gia đông Tsavo.

## Lịch sử

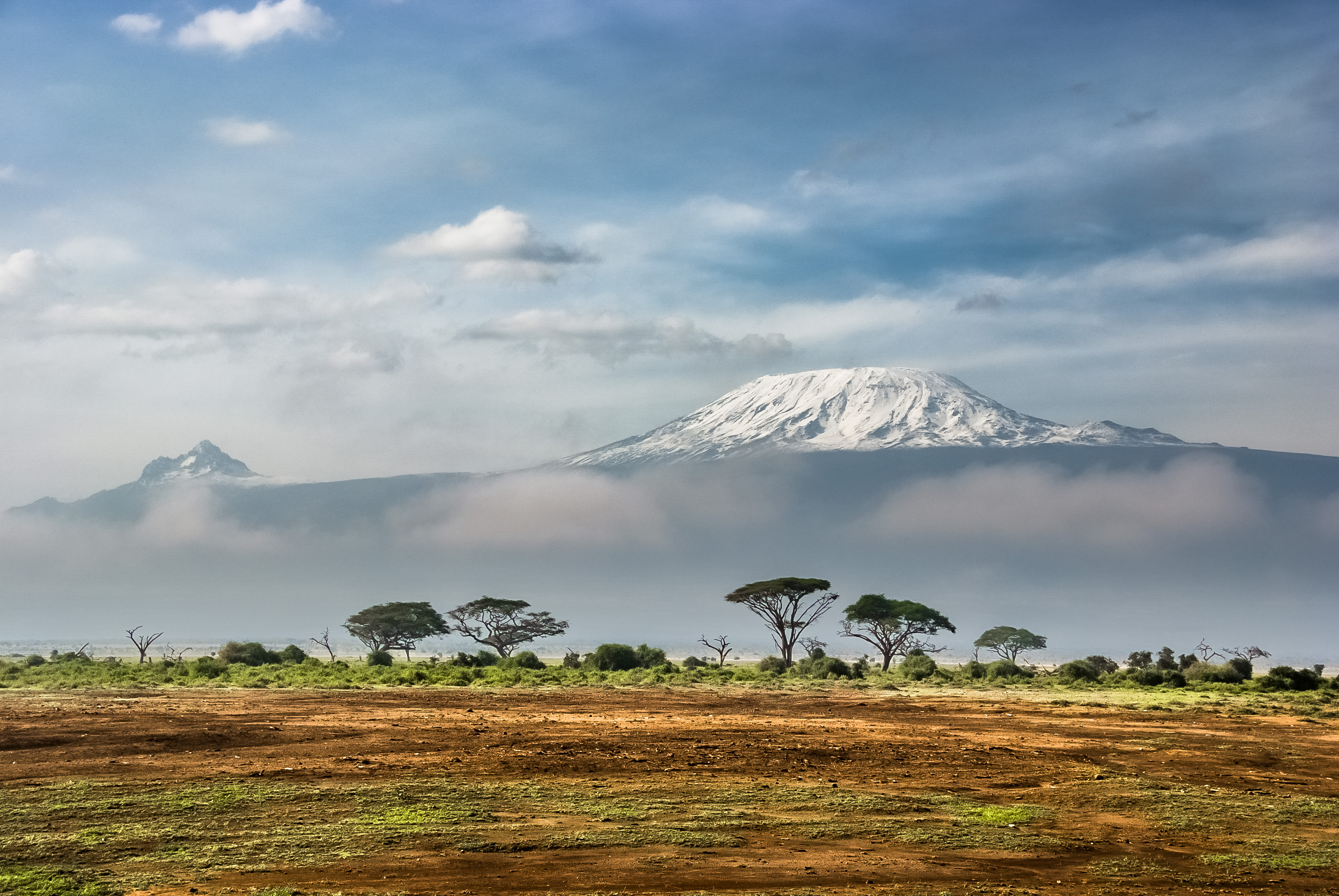
Phía xa là núi Kilimanjaro

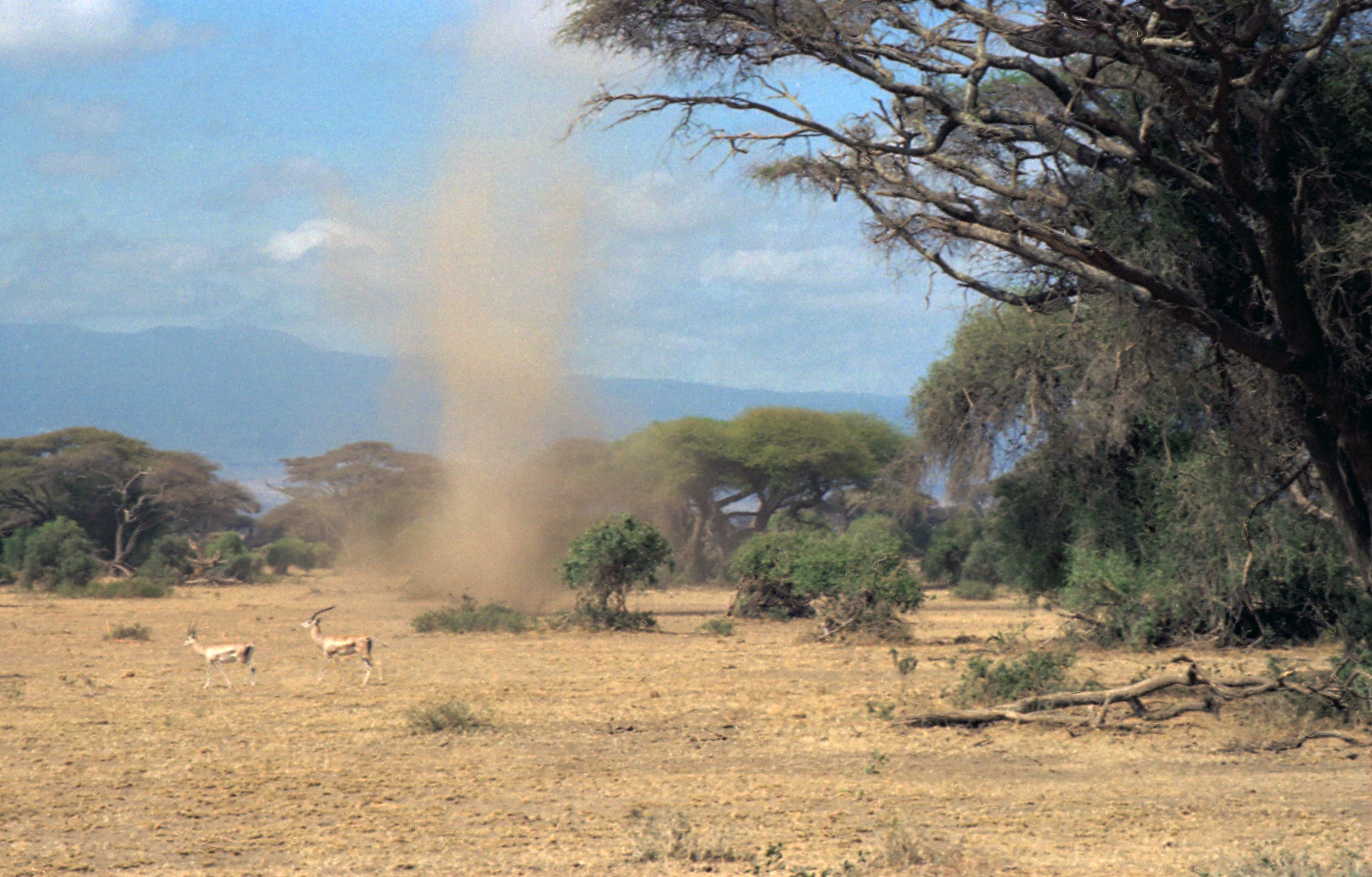

Năm 1883, Joseph Thompson là người châu Âu đầu tiên thâm nhập vào khu vực những người Maasai sợ được gọi là Empusel (nghĩa là "nơi mặn, khô cằn" trong Maa). Ông vô cùng ngạc nhiên bởi sự tuyệt vời của các loài động vật hoang dã, cùng sự tương phản giữa vùng đất khô cằn với các hồ và các ốc đảo đầm lầy, một sự tương phản vẫn tồn tại ngày nay.
Amboseli được đặt là "Khu bảo tồn phía nam" do người Maasai kiểm soát vào năm 1906, nhưng sau đó địa phương quản lý đã biến nó như là một Khu bảo tồn thú săn trong năm 1948. Đến năm 1974, nó chính thức được tuyên bố là một vườn quốc gia, và để bảo vệ vùng lõi của hệ sinh thái độc đáo này, UNESCO đã công nhận nó là một khu dự trữ sinh quyển thế giới trong năm 1991. Vườn quốc gia này đã thu được 3.5 triệu Đôla (2,9 triệu Euro) trong năm 2005. Ngày 29 tháng 9 năm 2005, Tổng thống Kenya Mwai Kibaki tuyên bố rằng,vườn quốc gia nên được kiểm soát thông qua Cục Hoang dã Kenya, Hội đồng Olkejuado và cả bộ tộc Maasai. Một số nhà quan sát nhận thấy đây là một lợi ích chính trị trước một cuộc bỏ phiếu về một hiến pháp mới của Kenya.

## Động vật

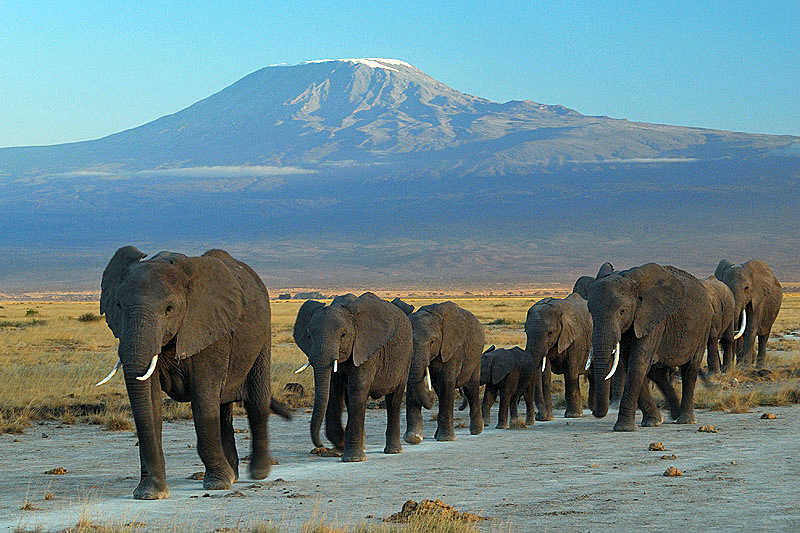
Đàn voi hoang dã tại vườn quốc gia Amboseli, phía xa là đỉnh Kilimanjaro

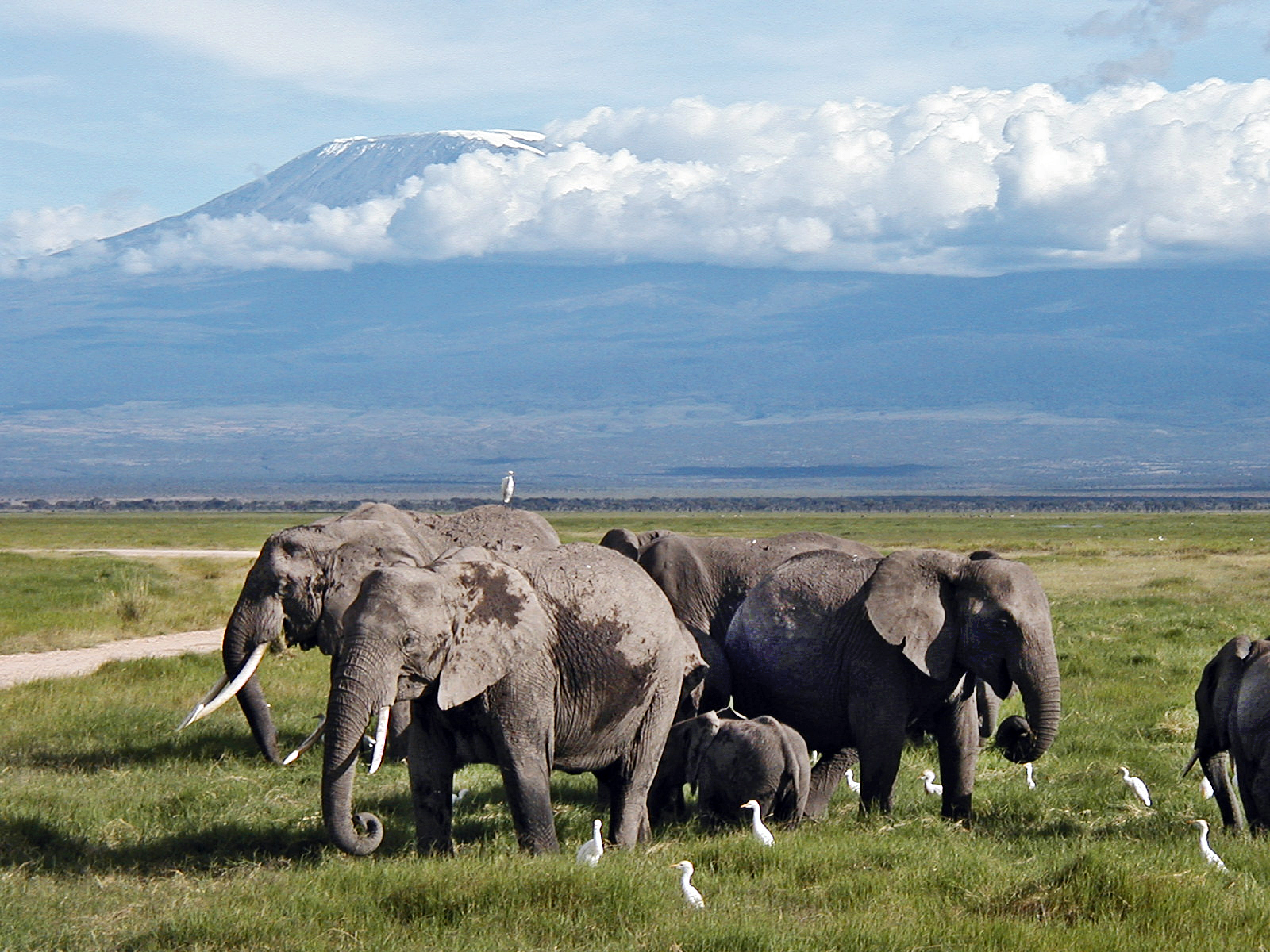
Đàn voi tại đầm lầy của Amboseli, phía bắc Kilimanjaro

Vườn quốc gia nổi tiếng là nơi có thể tới gần quan sát voi rừng tốt nhất ở châu Phi. Các điểm hấp dẫn khác tại Amboseli bao gồm cơ hội gặp gỡ và ghé thăm một ngôi làng của người Maasai, hay ngắm nhìn đỉnh núi Kilimanjaro, ngọn núi đứng đơn độc cao nhất thế giới.
Amboseli tuy không nổi bật về thực vật, bởi thảm thực vật thưa thớt do những tháng khô hạn kéo dài, nhưng bù lại nó sẽ là điểm quan sát các loài động vật rất tốt. Vườn quốc gia là nơi có nhiều loài động vật hoang dã, trong đó phải kể tới voi châu Phi, trâu rừng châu Phi, linh dương Impala, Sư tử, Báo đốm châu Phi, linh cẩu đốm, hươu cao cổ, ngựa vằn, Linh dương đầu bò xanh cùng nhiều loài động vật châu Phi khác. Ngoài ra, nơi đây còn có một loạt các loài chim Kenya, từ những loài bé nhỏ cho tới những loài chim ăn thịt to lớn hơn.
Đến vườn quốc gia này, có một số quy tắc để bảo vệ du khách và các loài động vật hoang dã bao gồm: không được ra khỏi xe ô tô khi đi tham quan, ngoại trừ tại các điểm được chỉ định; không được quấy rầy các loài động vật với bất kỳ hình thức nào; nghe theo sự chỉ dẫn của người hướng dẫn; không lái xe ra khỏi đường mòn; và giữ khoảng cách an toàn đối với các loài động vật. Các con đường trong Amboseli có nền đất núi lửa yếu, do đó nó trở thành lớp bụi trong mùa khô và bùn lầy không thể vượt qua vào mùa mưa.
Sân bay Amboseli là nơi gần nhất mà du khách có thể tới trước khi di chuyển tới vườn quốc gia.